# Chuyến bay 2193 của Pegasus Airlines
Chuyến bay 2193 của Pegasus Airlines (PC2193/PGT2193) là chuyến bay chở khách nội địa theo lịch trình từ Izmir đến Istanbul Thổ Nhĩ Kỳ do hãng Pegasus Airlines khai thác. Vào ngày 5 tháng 2 năm 2020, chiếc máy bay Boeing 737-800 vận hành tuyến đã trượt khỏi đường băng khi hạ cánh xuống sân bay quốc tế Sabiha Gökçen, Thổ Nhĩ Kỳ. Tai nạn khiến 3 người thiệt mạng, 155 người bị thương và máy bay bị đứt thành 3 phần. Đây là tai nạn chết người đầu tiên trong lịch sử của Pegasus.

## Máy bay
Boeing 737-86J, msn 37742, đăng ký TC-IZK. Máy bay đã 11 tuổi vào thời điểm gặp nạn, thực hiện chuyến bay đầu tiên vào ngày 23 tháng 1 năm 2009. Chiếc máy bay này trước đây đã được khai thác bởi Air Berlin trước khi được Pegasus mua lại vào ngày 12 tháng 5 năm 2016. Trước khi gặp nạn, Pegasus đã dự kiến sẽ loại bỏ chiếc máy bay này sau khi hết hạn thuê vì hãng sẽ chuyển sang một đội bay Airbus trong tương lai.

## Tai nạn
Chuyến bay 2193 hoạt động từ sân bay İzmir Adnan Menderes, Izmir, Thổ Nhĩ Kỳ đến Istanbul mà không gặp sự cố. Vào khoảng 18:30 giờ địa phương, máy bay đã cố gắng hạ cánh tại Sabiha Gökçen ở Istanbul trong mưa lớn và gió giật mạnh. Một cơn giông với những cơn gió mạnh đã quét qua khu vực vào thời điểm xảy ra tai nạn.
Sau những gì bộ trưởng giao thông của Thổ Nhĩ Kỳ mô tả là "hạ cánh thô bạo", máy bay đã không thể giảm tốc. Nó trượt khỏi đường băng, vỡ thành 3 phần, với phần thân máy bay phía trước bị hư hại đặc biệt trong vụ tai nạn. Hành khách thoát khỏi máy bay qua các vết nứt giữa các phần máy bay bị đứt. Một đám cháy bùng phát, sau đó đã được các nhân viên cứu hỏa dập tắt.
Giám đốc vận tải của Thổ Nhĩ Kỳ ban đầu nói rằng không có ai thiệt mạng trong vụ tai nạn. Cuối ngày hôm đó, Bộ trưởng Y tế Thổ Nhĩ Kỳ nói rằng 1 người đã chết và 157 người trong số họ đã được đưa đến bệnh viện với thương tích nặng.